# 熊木村
熊木村（くまきむら）は、石川県鹿島郡に存在した村。

## 地理・概要
- 現在の七尾市の北部、旧中島町においては中部に位置。
- 熊木川沿いの丘陵に囲まれた平野、盆地の地域で、浜田の東側は七尾湾の海岸。
- 当時、産業は米作を主とし、副業に建筵、玉縄など。浜田の海岸沿いではカキ養殖も多く行われていた。

## 歴史
- 奈良時代中期 - 「熊来」の地名が当地に存在。
- 平安時代 - 「熊来郷」が当地に存在。
- 鎌倉時代〜江戸時代 - 「熊来荘」が当地に存在。
- 1889年（明治22年）4月1日 - 町村制の施行により、鹿島郡上町村、山戸田村、浜田村、横田村、宮前村及び谷内村を廃し、その区域をもって鹿島郡熊木村を設置する。当時の世帯数・人口は296世帯、1,560人。
- 1920年（大正9年）- 世帯343、人口1,716人。
- 1928年（昭和3年）10月31日 - 国鉄七尾線の和倉駅〜能登中島駅が開通し、同日、村内の浜田に能登中島駅開業。
- 1953年（昭和28年）- 世帯409、人口2,037人。
- 1954年（昭和29年）11月3日 - 鹿島郡中島村、西岸村、熊木村、豊川村、笠師保村及び釶打村を廃し、その区域をもって鹿島郡中島町を設置する。8大字は中島町の大字に継承。

## 交通
- 国鉄七尾線
  - 能登中島駅
- 国道249号（現在の道路）

## 教育
- 熊木村立熊木小学校（2004年3月31日で廃校、中島小学校に統合。）